# Partypoker
partypoker (voorheen officieel: PartyPoker) is een pokersite. De site werd gelanceerd in 2001 en wordt gerund door Party Gaming, dat beweert dat Party Poker op piekmomenten meer dan 80.000 spelers tegelijkertijd ingelogd heeft. De site wordt ondersteund door Mike Sexton, de presentator van de World Poker Tour op de Amerikaanse televisie.

## Algemeen
De site ondersteunt vele varianten van het pokerspel, namelijk Texas Hold 'em, Omaha Hold'em, Omaha Hi-Lo, 7 Card Stud en 7 Card Stud Hi-Lo. De inzet kan variëren van $0.02/$0.04 tot $100.00/$200.00.
Spelers kunnen op de site gratis meespelen met de vele andere bezoekers door middel van virtueel geld, of men kan meespelen door een geldbedrag te storten op de rekening van Party Poker en zodoende om echt geld spelen. Alle pokervarianten die hierboven zijn besproken worden ondersteund op zowel de gratis als de betaalde tafels.
Partypoker heeft in België geen licentie van de Kansspelcommissie. Belgische bezoekers worden momenteel automatisch doorgeschakeld naar de website van bwin. Dit bedrijf bezit wel een vergunning.
Per 1 oktober 2021, toen de Wet kansspelen op afstand (Wet Koa) in werking trad, verliet PartyPoker de Nederlandse markt omdat zij geen vergunning had verkregen van de Kansspelautoriteit (Ksa). Anno 2024 heeft PartyPoker nog steeds geen vergunning in Nederland bemachtigd.